# Villa Predelli (Lido de Venise)
La Villa Predelli est une réalisation de style stile Liberty, l'Art nouveau italien, située au Lido de Venise.

## Situation
Elle est construite au coin de la via Lorenzo Marcello (au 24B) et de la via S. G.B. d'Acri (au 6).

## Historique
L'architecte Giuseppe Torres, auteur du bâtiment en 1913, le réalisa pour le compte du sieur Predelli.

## Description

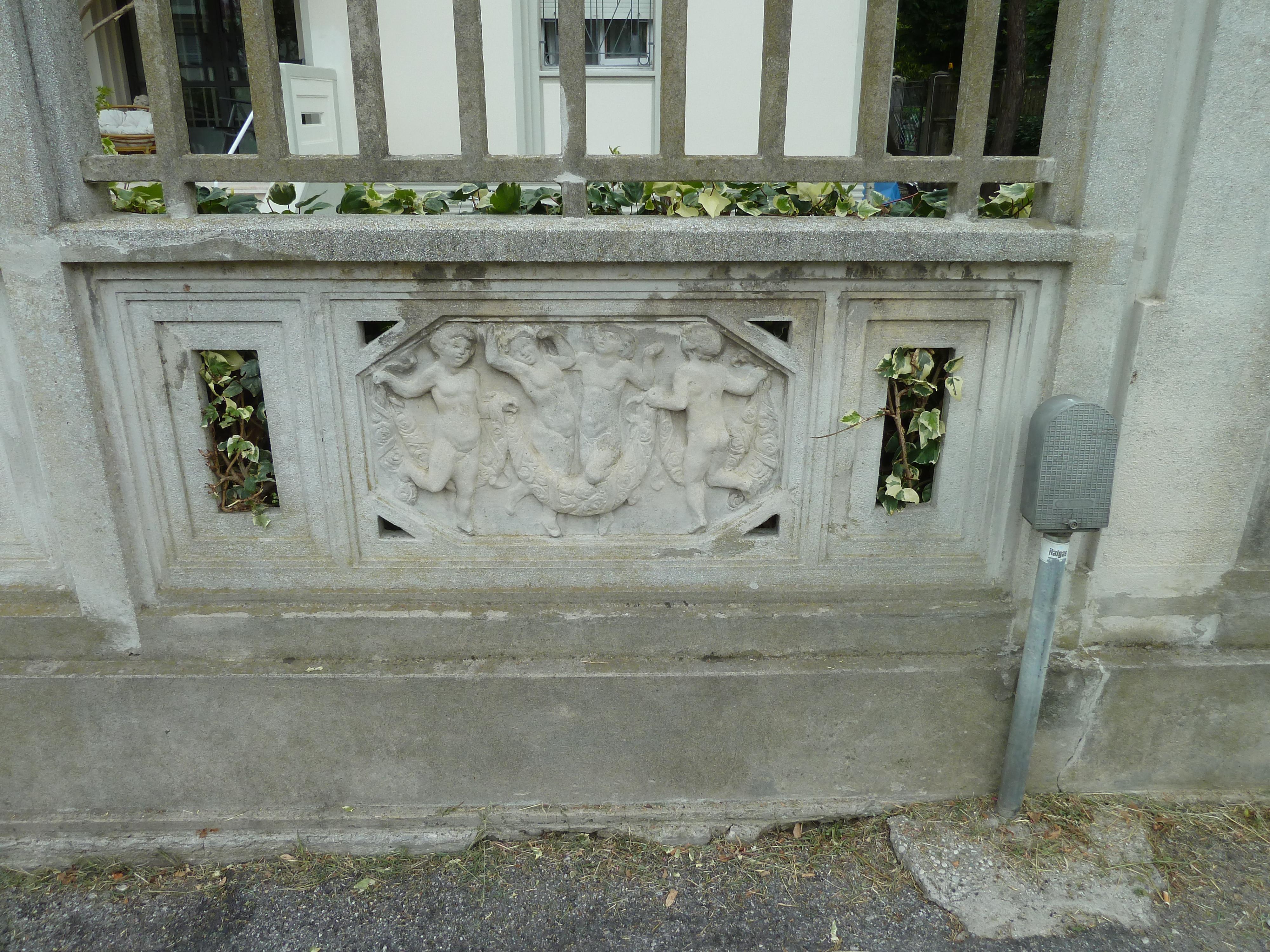
Villa Romanelli, détail décoratif
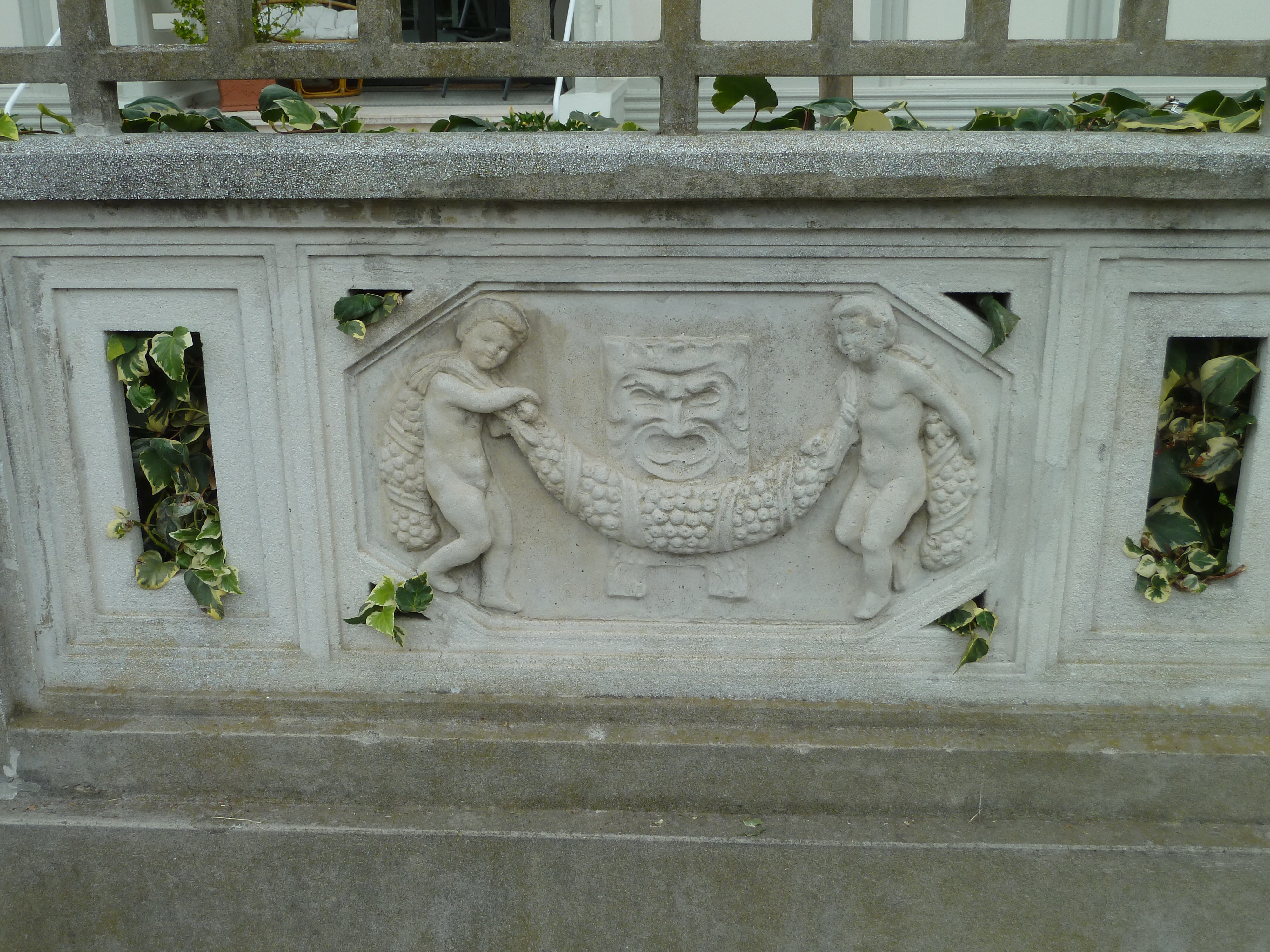
Villa Predelli, détail décoratif